# Roselawn (Indiana)
Roselawn es un lugar designado por el censo ubicado en el condado de Newton en el estado estadounidense de Indiana. En el Censo de 2010 tenía una población de 4131 habitantes y una densidad poblacional de 197,35 personas por km².

## Geografía
Roselawn se encuentra ubicado en las coordenadas 41°9′19″N 87°17′21″O / 41.15528, -87.28917. Según la Oficina del Censo de los Estados Unidos, Roselawn tiene una superficie total de 20.93 km², de la cual 20.9 km² corresponden a tierra firme y (0.15%) 0.03 km² es agua.

## Demografía
Según el censo de 2010, había 4131 personas residiendo en Roselawn. La densidad de población era de 197,35 hab./km². De los 4131 habitantes, Roselawn estaba compuesto por el 94.17% blancos, el 0.27% eran afroamericanos, el 0.15% eran amerindios, el 0.7% eran asiáticos, el 0% eran isleños del Pacífico, el 4.04% eran de otras razas y el 0.68% pertenecían a dos o más razas. Del total de la población el 9.22% eran hispanos o latinos de cualquier raza.